# Delta (Columbia Britannica)
Delta è una municipalità distrettuale del Canada, facente parte del distretto regionale di Metro Vancouver, nella provincia della Columbia Britannica.

## Amministrazione

### Gemellaggi
- Mangalore, dal 2010